# Altocumulus lenticularis
Nuage lenticulaire
Un altocumulus lenticularis ou nuage lenticulaire est une des espèces d'altocumulus stationnaire en forme de profil d'aile d'avion qu'on retrouve en aval du sommet des montagnes sous le vent,, signalant la présence d'un ressaut ou d'une onde orographique. En réalité, il se reforme en permanence du côté du vent et se dissout de l'autre côté, réalisant un nuage stationnaire contrastant avec le vent horizontal fort à cette altitude qui devrait le déplacer rapidement. L'espèce lenticularis peut également se retrouver dans d'autres familles de nuages, dont le cirrocumulus lenticularis à haute altitude et le stratocumulus lenticularis à basse altitude, selon le niveau où se produit l'onde à leur source.
Selon les conditions, il y a souvent un empilement de plusieurs exemplaires formant une « pile d'assiettes ». Il est apprécié des vélivoles car il montre la présence d'une ascendance stable et puissante.

## Formation

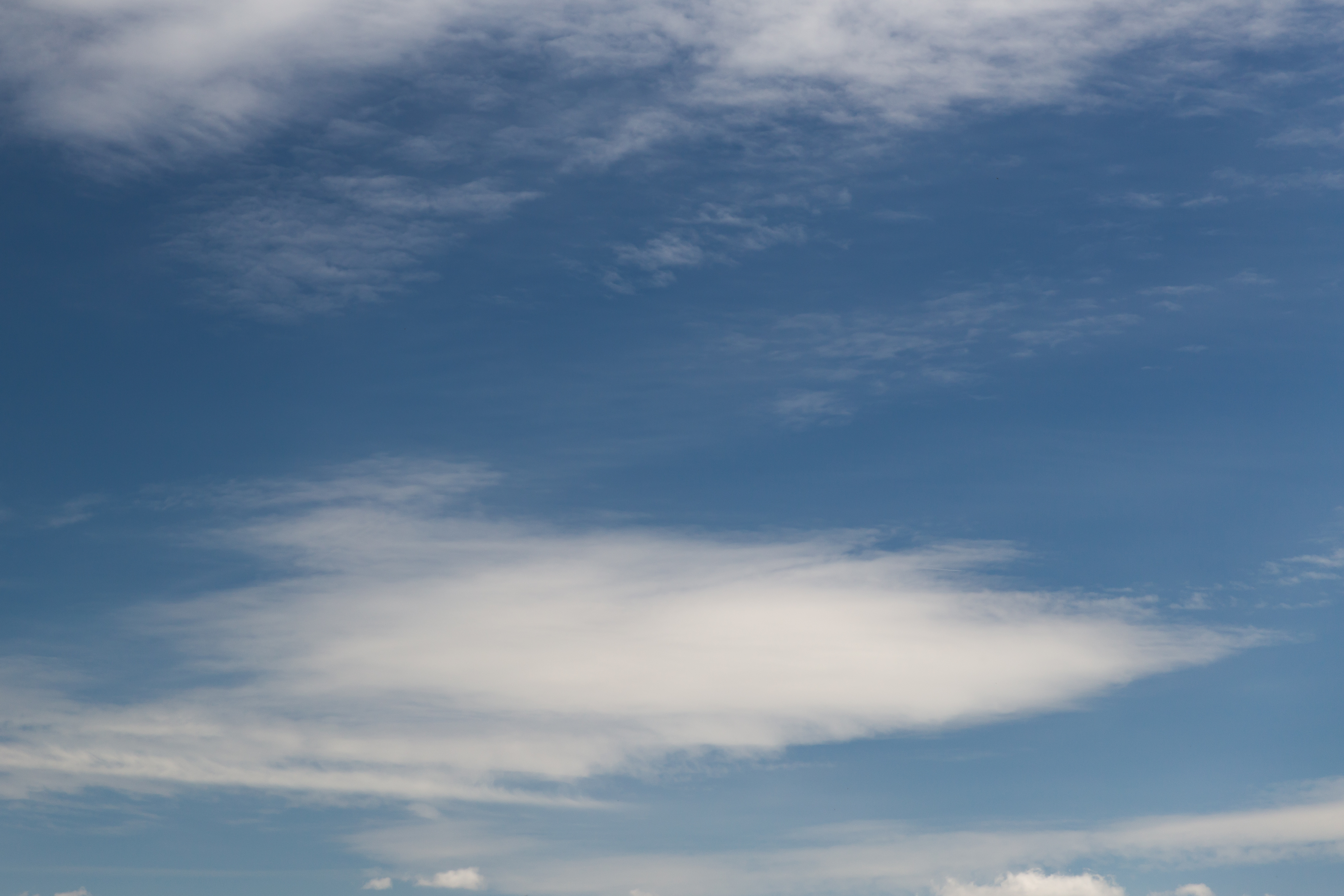
Altocumulus lenticularis à Saint-Marcel-d'Ardèche, France.

Les altocumulus lenticularis sont le plus souvent d'origine orographique alors que l’air rencontrant une chaîne de montagnes doit s'élever. Si la masse d'air est stable et que les conditions sont favorables, l’air redescendra et remontera en alternance en aval de l'obstacle pour donner une circulation en onde stationnaire. L'aspect en lentille du nuage est dû au fait que le nuage se forme au sommet ou en aval des pics montagneux alors que l'onde ne permet pas à l'humidité de se condenser plus bas. Sa position stable est due à la présence de l'onde stationnaire qui elle dépend de la stabilité de l'air.
L'altocumulus lenticularis est le plus souvent situé au sommet de la montagne mais peut également être à une certaine altitude au-dessus de celui-ci ou sur les crêtes subséquentes de l’onde en aval. Ils sont le plus souvent associés avec des circulations de direction particulière. Par exemple, en mer Méditerranée, la formation d'un tel nuage indique souvent l'arrivée du Mistral ou de la Tramontane, au nord ou au sud des Alpes suisses, il indique l’activité du Foehn.
En Corse, il apparaît souvent au-dessus des reliefs montagneux du Cap Corse et est un signe de l'arrivée imminente du Libeccio  (Parfois orthographié Libecciu en dialecte corse), un vent qui est en fait la continuation du Mistral, qui, soufflant du Nord à Marseille , au débouché de la vallée du Rhône, prend une direction Ouest, voire Sud-Ouest en abordant le cap de la Revellata et la Balagne, sous l'influence de la dépression secondaire du golfe de Gênes, un phénomène bien connu des météorologues.

## Nuage vu d'avion
L'extension verticale de ces nuages est de l'ordre de 200 mètres sauf pour les altocumulus lenticularis générés par des ondes orographiques qui peuvent être plus épais.
Au-dessous, ces nuages sont blancs ou gris et peuvent présenter des irisations très nettes.
À l'intérieur du nuage, la turbulence est en général de faible à modérée.
Au-dessus du nuage, les nuages peu épais paraissent sombres et laissent apparaître le sol. Les nuages plus épais sont blancs et des gloires particulièrement lumineuses  peuvent être observées.

## Méconnaissance
Parce qu’un altocumulus lenticularis peut se former sur les crêtes de l'onde orographique en aval de l'obstacle original, il peut sembler un objet indépendant de sa source. Il est parfois cité par les sceptiques comme un candidat possible à l'origine de certains témoignages sur les ovnis (voir à ce propos le modèle sociopsychologique du phénomène ovni).

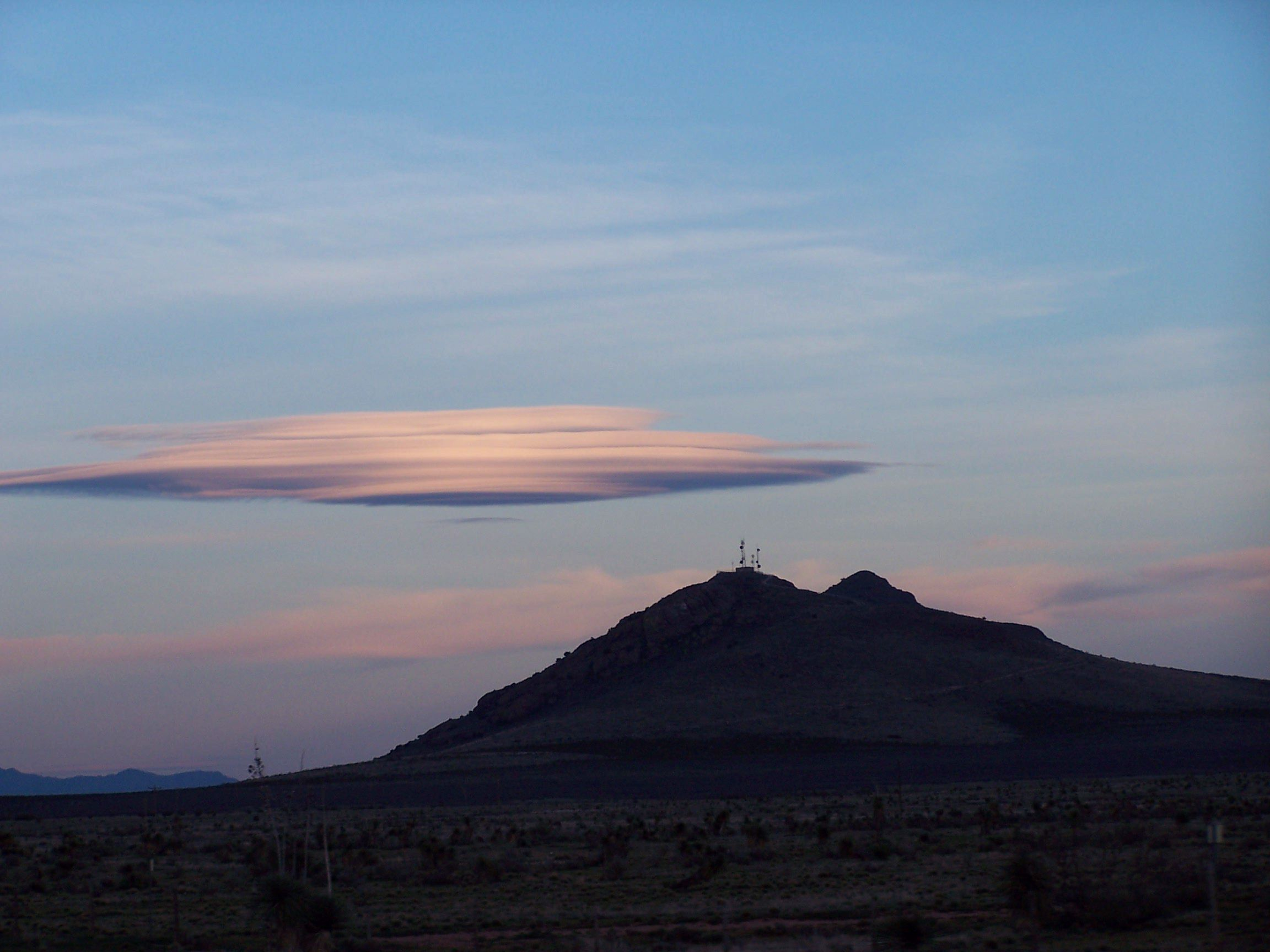
Altocumulus lenticularis aux États-Unis dans le Nouveau-Mexique.
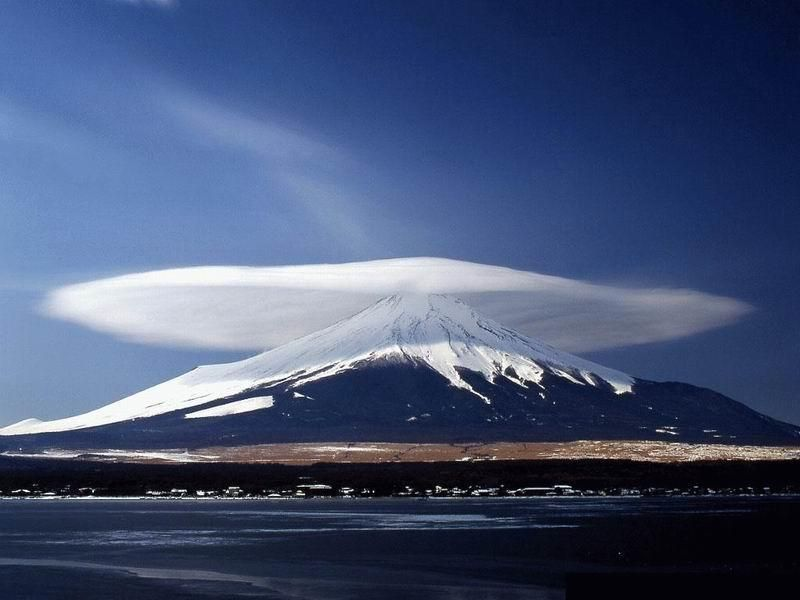
Coiffe de montagne.
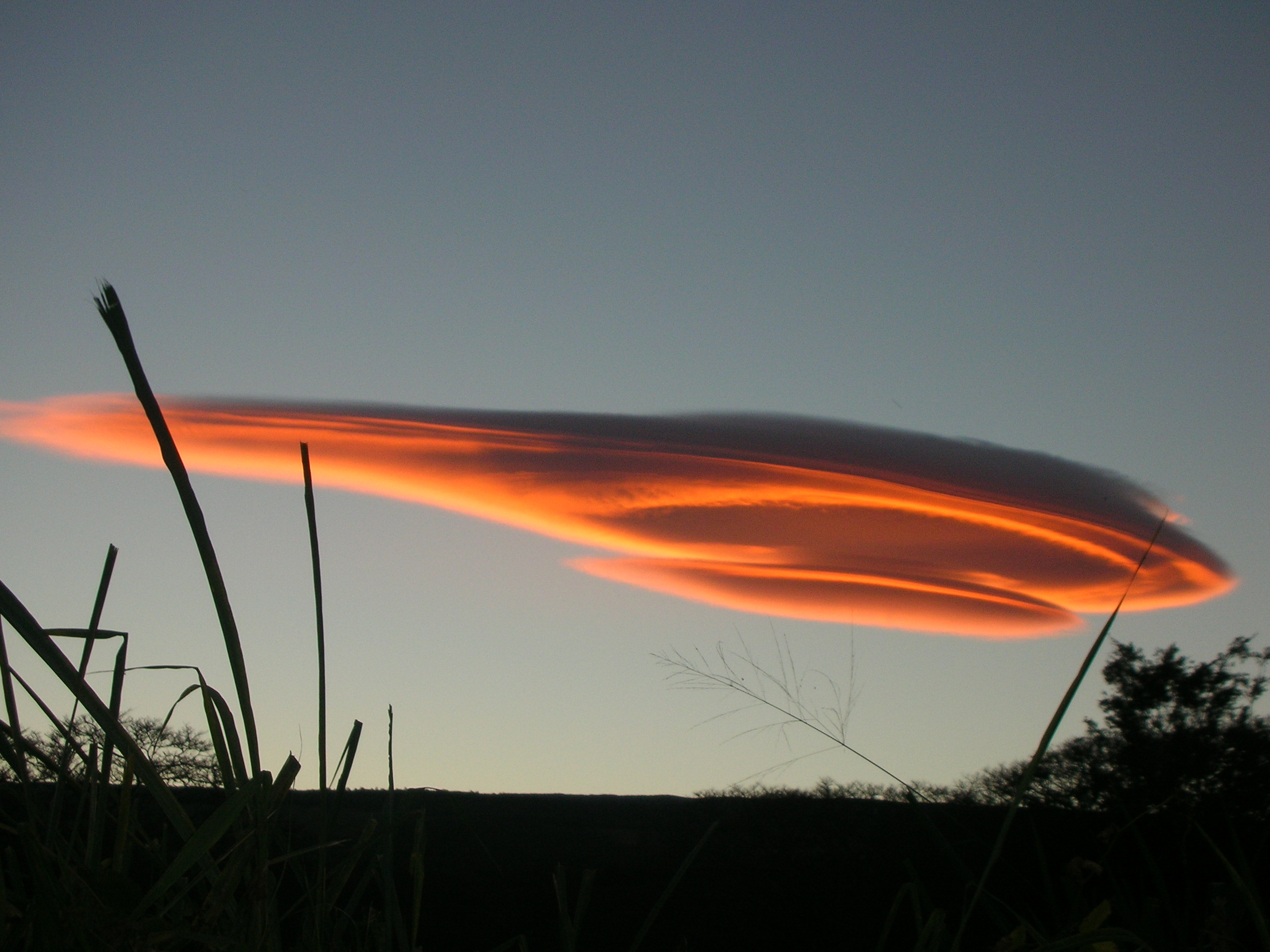
Au-dessus d'Hawaï.
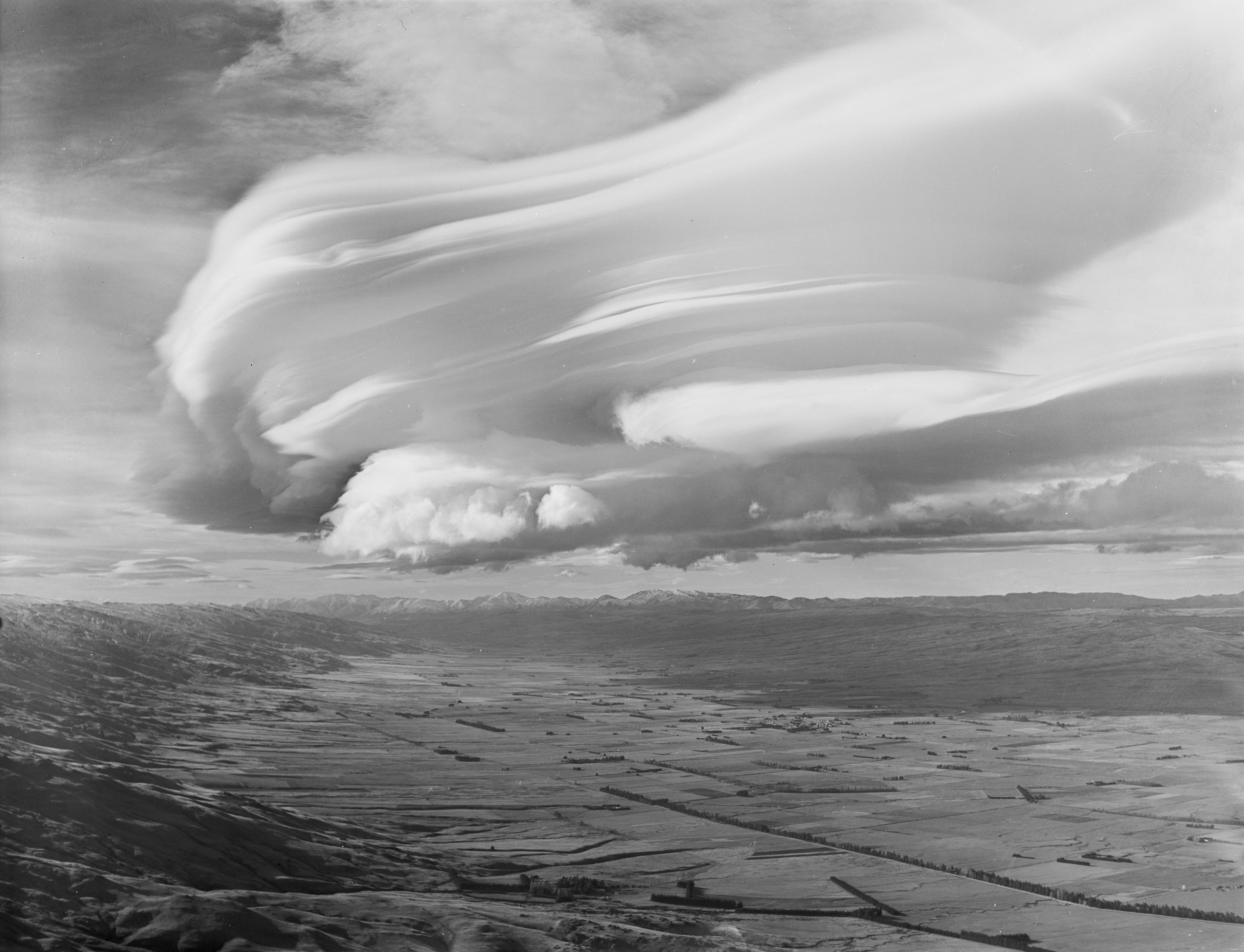
Taieri Pet, nuage lenticulaire récurrent en Nouvelle-Zélande.